# 巴里音乐学院

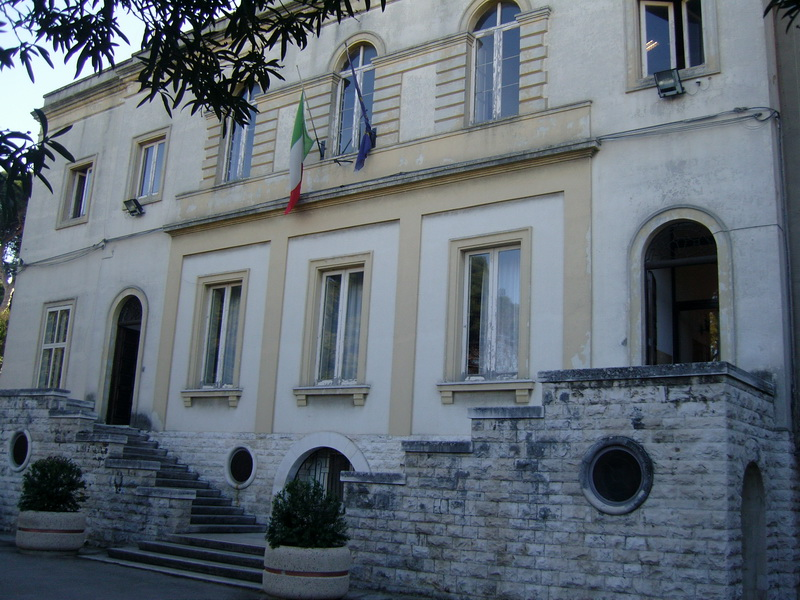
巴里音乐学院

巴里音乐学院或巴里尼科洛·皮钦尼音乐学院（義大利語：Conservatorio Niccolò Piccinni）是位于意大利普利亚大区首府巴里的一所国立音乐学院，建立于1925年。